# Данви
Данви (фр. Dennevy) насеље је и општина у источном делу централне Француске у региону Бургоња, у департману Саона и Лоара која припада префектури Шалон сир Саон.
По подацима из 2011. године у општини је живело 317 становника, а густина насељености је износила 68,61 становника/km². Општина се простире на површини од 4,62 km². Налази се на средњој надморској висини од 250 метара (максималној 337 m, а минималној 223 m).

## Демографија
| 1962. | 1968. | 1975. | 1982. | 1990. | 1999. | 2011. |
| ----- | ----- | ----- | ----- | ----- | ----- | ----- |
| 337   | 362   | 320   | 309   | 282   | 293   | 317   |

График промене броја становника у току последњих година